# Optische Poesie
Optische Poesie ist ein vom Autor Nicolas Nowack geprägter Begriff. Der Begriff bezeichnet Literatur im öffentlichen Raum, die optisch rezipiert werden kann, wobei sich der Text auf seinen Standort oder die Umgebung beziehen muss. Zwischen dem Text und benachbarten Dingen entsteht eine Beziehung, so dass z. B. eine Sitzbank, ein Platz, ein Stein oder Rasen zu Bestandteilen des poetischen Textes werden.

## Begriffsbestimmung
Durch die Einbeziehung des Umfelds steht die Optische Poesie der Bildenden Kunst und der Konzeptkunst nahe, legt aber größeren Wert auf den sprachlichen Ausdruck. Als Rezeptionsziel gilt, dass beim Betrachten und Lesen – vom Autor gelenkte – oft humorvolle, mehrschichtige Assoziationsfelder entstehen. Konzeptionell eingebunden ist dabei der Wahrnehmungsakt; an die Stelle des still sitzenden Lesers tritt der aktive, sich fortbewegende Rezipient. Die räumliche Annäherung kann (z. B. durch unterschiedliche Schriftgröße) zu einer Veränderung des Wahrgenommenen führen: Aus der Ferne vermeint man etwa ein Gebots- oder Verbotsschild zu sehen, liest dann die Worte „Halt! Hier Grenze“ – und erst bei noch weiterer Annäherung erschließt sich der gesamte Text mit dem Kleingedruckten.
Wie bei der Visuellen Poesie ist die visuelle Darstellung bedeutsam; im Unterschied zur Visuellen Poesie geht die Optische Poesie über Blatt- oder Buchgrenzen bewusst hinaus. Die Einbeziehung von zufällig Vorgefundenem, wie etwa im Dada praktiziert, ist der Optischen Poesie nicht fremd. Auch die Rückbezüglichkeit des Inhalts auf die Schriftzeichen (wie bei der Konkreten Poesie) bzw. der Silben- oder (verfremdete) Wortklang (wie bei der Lautpoesie) spielen häufig eine Rolle. Grundlegend für die Optische Poesie ist ihre Darstellung im öffentlichen Raum mit inhaltlichem Bezug auf das konkrete gegenständliche sowie das implizite (z. B. historische, künstlerische, politische, soziale) Umfeld.

## Begriffsabgrenzung
Nowack selbst verwendet neben dem Begriff „Optische Poesie“ als gleichbedeutend gelegentlich die Begriffe „Opto-Poetik“, „Optopoetik“ oder (bezogen auf öffentlich lesbare Lautgedichte) „Opto-phonetische Poesie“ sowie deren englische Übersetzungen. In offensichtlich anderer Bedeutung wird der Begriff „Optische Poesie“ bzw. „Optical Poetry“ in Darstellungen über den Filmemacher und Pionier des abstrakten Films Oskar Fischinger verwendet.

## Optische Poesie im Werk von Nicolas Nowack
Um 1980 begann Nicolas Nowack in Hamburg mit Arbeiten zur Optischen Poesie, indem er öffentliche Orte mit seinen Gedichten ausstattete. An der Westseite der Berliner Mauer befestigte er ein „allen Selbstschussanlagen“ gewidmetes lautpoetisches Plakat. Im öffentlichen Telefonbuch entdeckte er eine Seite, die er als Lautgedicht und seinen populärsten, „abermillionenfach abgedruckten“ Text ausgab: „Hinweise zum Telefonieren / ... / tüt tüt tüt / mit Ansage: Bitte achten Sie auf den Text“. Ergänzt um den Titel „lauter laute / lautpoesie“ brachte er ihn in einer öffentlichen Telefonzelle an.
2003 wurde in Salzwedel ein von Nicolas Nowack konzipierter „Pfad Optischer Poesie“ errichtet. Etwa 50 an Gebots- oder Verbotsschilder erinnernde Texttafeln mit Gedichten, Erläuterungen und anderen Kurztexten von Nicolas Nowack wurden in der Salzwedeler Innenstadt installiert. Sie parodieren behördliche „Reglementierungswut“, sollen dem schwindenden Lese- und Lyrikinteresse entgegenwirken und greifen thematisch oft die Wiedervereinigung oder die nahegelegene innerdeutsche Grenze auf. In den folgenden Jahren sind fast alle Texttafeln Diebstahl, Umbaumaßnahmen oder Beschädigungen zum Opfer gefallen, so dass gegenwärtig nur noch an wenigen Stellen im Stadtbild Überreste des Salzwedeler „LiteraTour-Pfads“ zu finden sind. Das 2006 veröffentlichte Buch „Hier entsteht demnächst ein Sinn. Optische Poesie“ von Nicolas Nowack enthält eine vollständige Fotodokumentation dieser optopoetischen Installationen.
Das Buch präsentiert weiterhin eine Auswahl früherer optopoetischer Projekte von Nicolas Nowack sowie von ihm gesammelte Beispiele für nicht intendierte, „unfreiwillige“ optische Poesie im öffentlichen Raum. Nach Meinung Nowacks widerspricht die Wiedergabe in einem Buch nicht den Absichten der Optischen Poesie – die Tafeln sind an ihren Standorten abgebildet, so dass die literarischen Texte als Fotos präsentiert werden.